# Lorryia raphignathoides
Lorryia raphignathoides är en spindeldjursart som först beskrevs av Berlese 1910.  Lorryia raphignathoides ingår i släktet Lorryia, och familjen Tydeidae. Arten är reproducerande i Sverige.